# Kayee Jatoe
Kayee Jatoe is een bestuurslaag in het regentschap Pidie van de provincie Atjeh, Indonesië. Kayee Jatoe telt 817 inwoners (volkstelling 2010).